# Порт-дю-Рид
Порт-дю-Рид (фр. Porte-du-Ried) — вновь созданная коммуна на северо-востоке Франции в регионе Гранд-Эст (бывший Эльзас — Шампань — Арденны — Лотарингия), департамент Верхний Рейн, округ Кольмар — Рибовилле, кантон Кольмар-2. Коммуна Порт-дю-Рид создана слиянием и последующим упразднением коммун Ридвир и Хольцвир. Дата образования новой коммуны — 1 января 2016 года.
Площадь коммуны — 9,49 км², население — 1759 человек (2012), почтовый индекс: 68320. Состав коммуны:
| Код INSEE | Коммуна  | Французское название | Площадь, км² | Население (2012) |
| --------- | -------- | -------------------- | ------------ | ---------------- |
| 68143     | Хольцвир | Holtzwihr            | 6,45         | 1358             |
| 68272     | Ридвир   | Riedwihr             | 3,04         | 401              |